# Argyrodes zhui
Argyrodes zhui là một loài nhện trong họ Theridiidae.
Loài này thuộc chi Argyrodes. Argyrodes zhui được miêu tả năm 1991 bởi Zhu & Da-xiang Song.